# Beaupuy (Gers)
Pour les articles homonymes, voir Beaupuy.
Beaupuy (Bèthpoi en gascon) est une commune française située dans le département du Gers en région Occitanie. Sur le plan historique et culturel, la commune est dans le Savès, une petite province gasconne correspondant au cours moyen de la Save.
Exposée à un climat océanique altéré, elle est drainée par le ruisseau de Noailles, le ruisseau du Gay et par deux autres cours d'eau.
Beaupuy est une commune rurale qui compte 212 habitants en 2022, après avoir connu une forte hausse de la population depuis 1975.  Elle fait partie de l'aire d'attraction de Toulouse. Ses habitants sont appelés les Beaupuyens ou  Beaupuyennes.

## Géographie

### Localisation
Beaupuy est une commune de Gascogne située à une dizaine de kilomètres au nord-ouest de L'Isle-Jourdain.

### Communes limitrophes
Beaupuy est limitrophe de cinq autres communes.
Les communes limitrophes sont  Clermont-Savès, L'Isle-Jourdain, Monbrun, Razengues et Roquelaure-Saint-Aubin.
| Roquelaure-Saint-Aubin |                | Monbrun         |
| Razengues              | Beaupuy        |                 |
|                        | Clermont-Savès | L'Isle-Jourdain |

Au nord, le territoire de Thoux n'est distant que d'une cinquantaine de mètres.

### Géologie et relief
La superficie de la commune est de 654 hectares ; son altitude varie de 156  à   229 mètres.
Beaupuy se situe en zone de sismicité 1 (sismicité très faible).

### Hydrographie

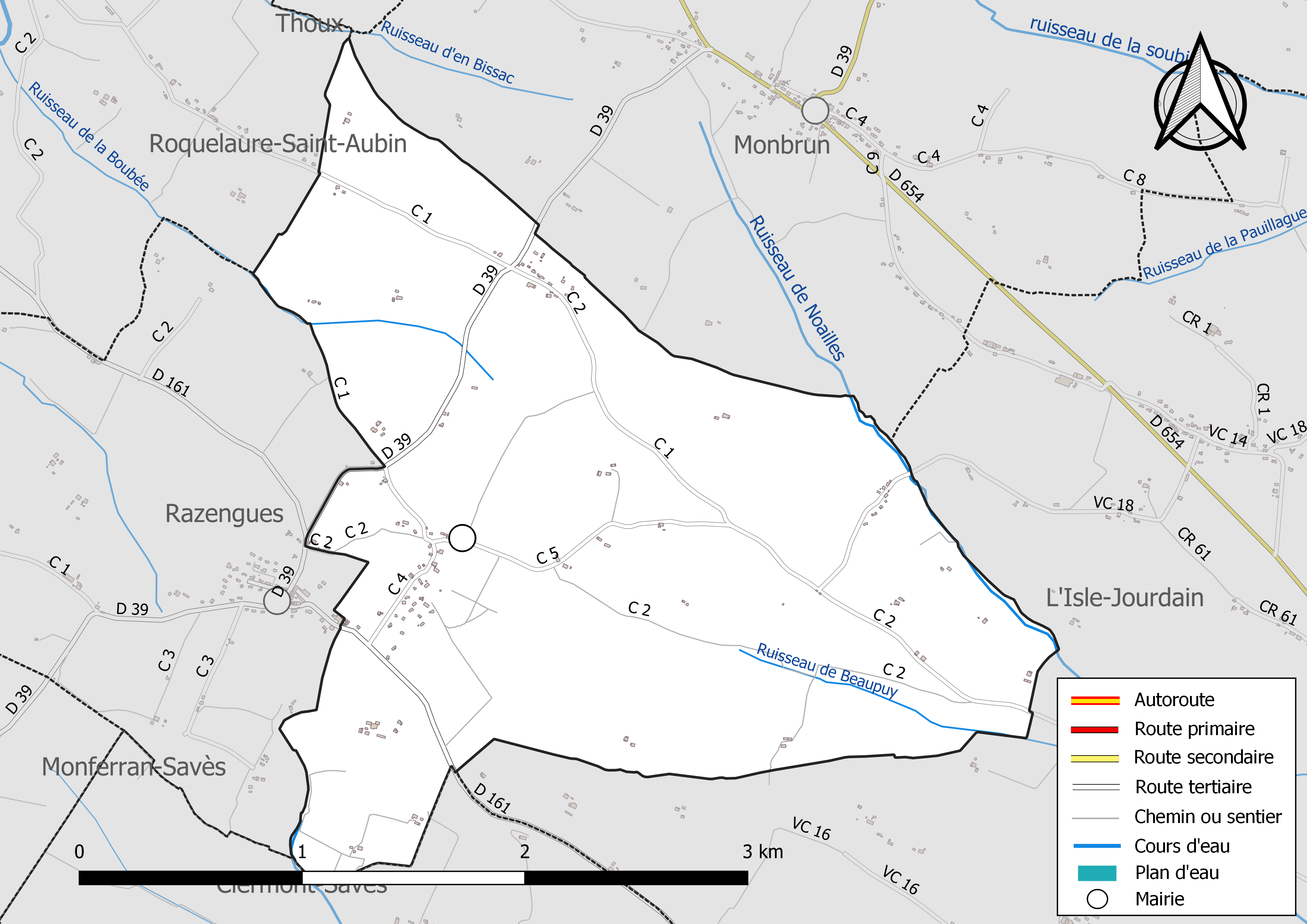
Réseaux hydrographique et routier de Beaupuy.

La commune est dans le bassin de la Garonne, au sein du bassin hydrographique Adour-Garonne. Elle est drainée par le ruisseau de Noailles, le ruisseau du Gay, le ruisseau de Beaupuy et le ruisseau de la Boubée, qui constituent un réseau hydrographique de 4 km de longueur totale,.

### Climat
Pour des articles plus généraux, voir Climat de l'Occitanie et Climat du Gers.
En 2010, le climat de la commune est de type climat du Bassin du Sud-Ouest, selon une étude s'appuyant sur une série de données couvrant la période 1971-2000. En 2020, Météo-France publie une typologie des climats de la France métropolitaine dans laquelle la commune est exposée à un climat océanique altéré et est dans la région climatique Aquitaine, Gascogne, caractérisée par une pluviométrie abondante au printemps, modérée en automne, un faible ensoleillement au printemps, un été chaud (19,5 °C), des vents faibles, des brouillards fréquents en automne et en hiver et des orages fréquents en été (15 à 20 jours).
Pour la période 1971-2000, la température annuelle moyenne est de 13,1 °C, avec une amplitude thermique annuelle de 15,5 °C. Le cumul annuel moyen de précipitations est de 706 mm, avec 9,4 jours de précipitations en janvier et 5,7 jours en juillet. Pour la période 1991-2020, la température moyenne annuelle observée sur la station météorologique la plus proche, située sur la commune de L'Isle-Jourdain à 7 km à vol d'oiseau, est de 13,8 °C et le cumul annuel moyen de précipitations est de 708,9 mm,. Pour l'avenir, les paramètres climatiques de la commune estimés pour 2050 selon différents scénarios d'émission de gaz à effet de serre sont consultables sur un site dédié publié par Météo-France en novembre 2022.

### Milieux naturels et biodiversité
Aucun espace naturel présentant un intérêt patrimonial n'est recensé sur la commune dans l'inventaire national du patrimoine naturel,,.

## Urbanisme

### Typologie
Au 1er janvier 2024, Beaupuy est catégorisée commune rurale à habitat dispersé, selon la nouvelle grille communale de densité à sept niveaux définie par l'Insee en 2022.
Elle est située hors unité urbaine. Par ailleurs la commune fait partie de l'aire d'attraction de Toulouse, dont elle est une commune de la couronne,. Cette aire, qui regroupe 527 communes, est catégorisée dans les aires de 700 000 habitants ou plus (hors Paris),.

### Occupation des sols
L'occupation des sols de la commune, telle qu'elle ressort de la base de données européenne d’occupation biophysique des sols Corine Land Cover (CLC), est marquée par l'importance des territoires agricoles (100 % en 2018), une proportion identique à celle de 1990 (100 %). La répartition détaillée en 2018 est la suivante : 
terres arables (95,1 %), zones agricoles hétérogènes (4,9 %). L'évolution de l’occupation des sols de la commune et de ses infrastructures peut être observée sur les différentes représentations cartographiques du territoire : la carte de Cassini (XVIIIe siècle), la carte d'état-major (1820-1866) et les cartes ou photos aériennes de l'IGN pour la période actuelle (1950 à aujourd'hui).

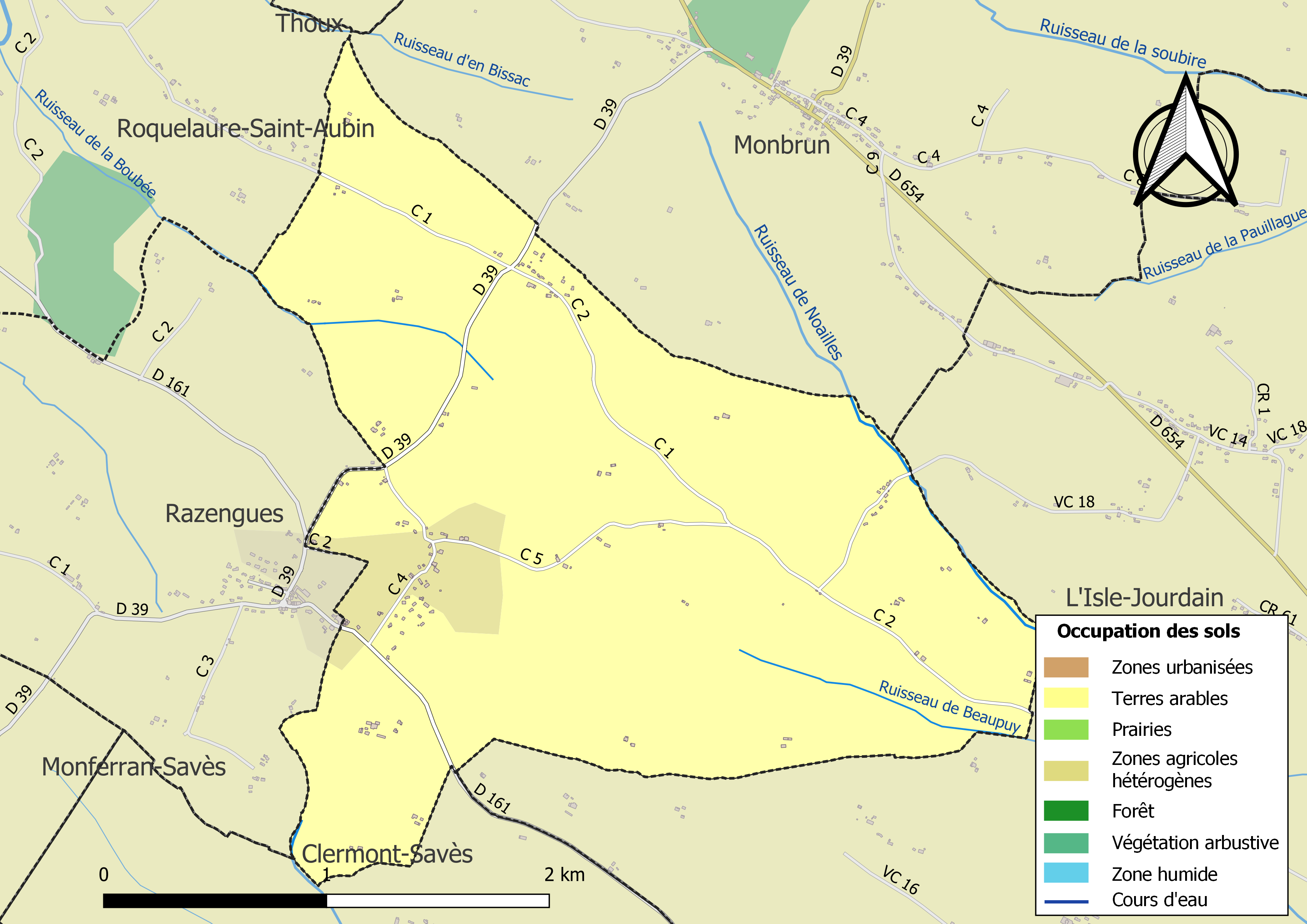
Carte des infrastructures et de l'occupation des sols de la commune en 2018 (CLC).

### Risques majeurs
Le territoire de la commune de Beaupuy est vulnérable à différents aléas naturels : météorologiques (tempête, orage, neige, grand froid, canicule ou sécheresse) et séisme (sismicité très faible). Un site publié par le BRGM permet d'évaluer simplement et rapidement les risques d'un bien localisé soit par son adresse soit par le numéro de sa parcelle.

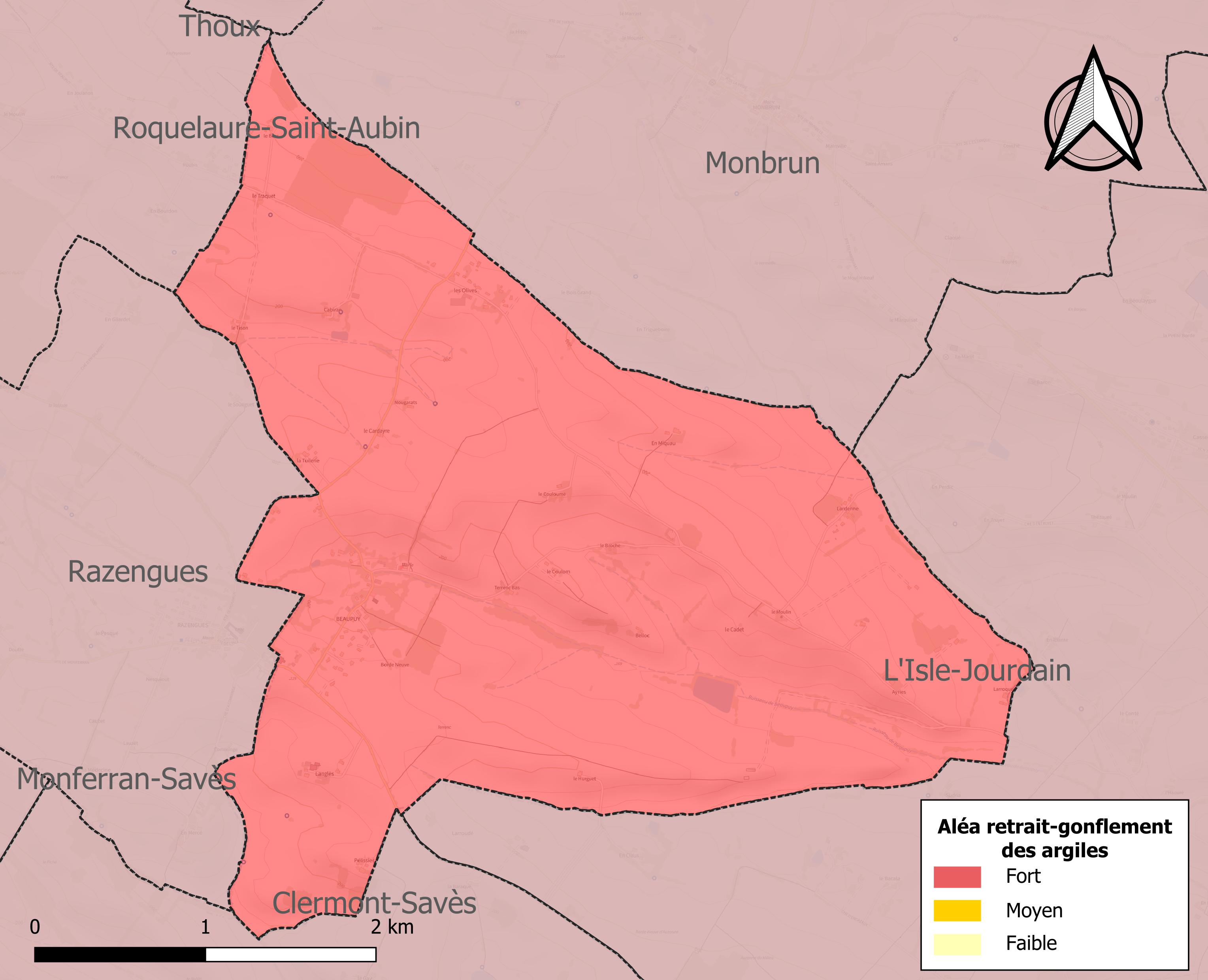
Carte des zones d'aléa retrait-gonflement des sols argileux de Beaupuy.

Le retrait-gonflement des sols argileux est susceptible d'engendrer des dommages importants aux bâtiments en cas d’alternance de périodes de sécheresse et de pluie. La totalité de la commune est en aléa moyen ou fort (94,5 % au niveau départemental et 48,5 % au niveau national). Sur les 76 bâtiments dénombrés sur la commune en 2019, 76 sont en aléa moyen ou fort, soit 100 %, à comparer aux 93 % au niveau départemental et 54 % au niveau national. Une cartographie de l'exposition du territoire national au retrait gonflement des sols argileux est disponible sur le site du BRGM,.
Par ailleurs, afin de mieux appréhender le risque d’affaissement de terrain, l'inventaire national des cavités souterraines permet de localiser celles situées sur la commune.
La commune a été reconnue en état de catastrophe naturelle au titre des dommages causés par les inondations et coulées de boue survenues en 1988, 1999 et 2009. Concernant les mouvements de terrains, la commune a été reconnue en état de catastrophe naturelle au titre des dommages causés par la sécheresse en 1989, 2006 et 2012 et par des mouvements de terrain en 1999.

## Histoire

### Les seigneurs de Beaupuy
La famille de Ross ou d’Arros est certainement la plus ancienne. Elle est connue dès le XIIe siècle dans le cartulaire de l’abbaye de Planselve (Gimont).
En 1611, Jacques d’Arros seigneur de Beaupuy déclare aux consuls du lieu qu’il autorise exceptionnellement le passage des habitants et du recteur dans le fossé qui sépare l’église de sa maison uniquement pour les processions. Cette maison est l’origine du château de Beaupuy, dans lequel séjourneront au XVIIIe siècle les familles d’Arros et d’Esparbes, puis de Ducaud de Senegas au XIXe siècle. Nous trouvons aussi au XVIe siècle, Charles Melet, capitoul de Toulouse coseigneur de Beaupuy. Cette famille de parlementaire et d’avocat toulousain ne semble pas avoir vécu à Beaupuy mais est restée coseigneur de Beaupuy jusqu’à Jacques de Melet au milieu du XVIIe siècle.
La Moutasse:
Le premier village et église Saint Paul de Beaupuy (Bellapodio) s’élevaient jadis près de l’antique voie de l’Isle-Jourdain au Touget.
En 1959, des fouilles ont permis de retrouver des vestiges de l’église médiévale (colonne, chapiteau, corniche, murailles), du village (fragments de poteries moyenâgeuses) et de nombreuses sépultures dont certaines de pèlerins de Saint-Jacques-de-Compostelle.
Une légende veut que l’ancienne église Saint Paul, qui s’élevait encore au XVIIe siècle, se soit écroulée dans la masse du tumulus à cette époque. Le désordre des squelettes découverts, et les quelques pièces du XVIIe siècle trouvées sur le site confirment cette légende.

### L’église
Une église est blottie au fond de la vallée près du château. L’église de Beaupuy est reconnaissable par son clocher-mur en forme d’éventail. église de Saint Michel construite en XVIIIe siècle en briques plates. Elle se compose d’un clocher pignon, une nef à trois travées et se termine par un chevet à cinq pans coupés. Sous le porche, une porte permettait d’entrer depuis l’église dans le cimetière qui sera transféré en 1854 près de la Moutasse. Dans le chœur, une porte en bois permettait aux seigneurs du château d’assister à la messe depuis leur chapelle particulière. L’humidité des murs n’a pas permis de conserver les belles peintures du siècle dernier. En 1999, d’urgents travaux d’assainissement sont entrepris pour assurer la stabilité des murs. L’église reçoit alors une nouvelle décoration intérieure qui respecte dans la mesure du possible l’esprit de ses prédécesseurs.
Le village de Beaupuy d’après une statistique du mois de juillet 1854… 313 habitants, la commune ne possède pas d’hôtel de ville, les réunions se font dans la salle d’école, l’église est jugée « ancienne, en mauvais état, assez spacieuse mais mal décorée », le presbytère appartient à la commune, mais les revenus ne suffisent pas pour entretenir le prêtre résident, fête nationale: 1er Octobre (29 septembre fête de St Michel), l’instituteur a 22 élèves dont 12 garçons, il est logé par la commune, industrie: moulin à vent, il y a 25 fontaines 4 puits et 60 abreuvoirs.

## Politique et administration

### Administration municipale
Le nombre d'habitants au recensement de 2011 étant compris entre 100 et 499, le nombre de membres du conseil municipal pour l'élection de 2014 est de 11,.

### Rattachements administratifs et électoraux
Commune faisant partie de la communauté de communes de la Gascogne Toulousaine et du canton de L'Isle-Jourdain et avant le 1er janvier 2017 elle faisait partie de la communauté de communes de la Save Lisloise.

### Liste des maires
| Période | Période  | Identité                  | Étiquette | Qualité    |
| ------- | -------- | ------------------------- | --------- | ---------- |
| 1792    | 1794     | Michel Lamothe            |           |            |
| 1794    | 1796     | Jean Begué                |           |            |
| 1796    | 1815     | Jean Lamothe              |           |            |
| 1815    | 1821     | Jean Begué                |           |            |
| 1821    | 1825     | Baptiste Milharoux        |           |            |
| 1825    | 1829     | François Loubere          |           |            |
| 1829    | 1832     | Jean-baptiste Belard      |           |            |
| 1832    | 1835     | Jean Lamothe              |           |            |
| 1835    | 1837     | Jean Begué                |           |            |
| 1837    | 1843     | Jean Lamothe              |           |            |
| 1843    | 1849     | Jean Milharoux            |           |            |
| 1849    | 1853     | Auguste Durand (de)       |           |            |
| 1853    | 1856     | Jean Caubet               |           |            |
| 1856    | 1858     | Daniel Bayonne            |           |            |
| 1858    | 1870     | Jean-baptiste Begué       |           |            |
| 1870    | 1871     | Jean Milharoux            |           |            |
| 1871    | 1878     | Auguste Durand (de)       |           |            |
| 1878    | 1881     | Pierre Vignères           |           |            |
| 1881    | 1884     | Bernard Célestin Oulé     |           |            |
| 1884    | 1886     | Pierre Vignères           |           |            |
| 1886    | 1889     | Joseph Oulé               |           |            |
| 1889    | 1892     | Saturnin Oulé             |           |            |
| 1892    | 1897     | Pascal Vignères           |           |            |
| 1897    | 1908     | Célestin Roquemaurel (de) |           |            |
| 1908    | 1919     | Saturnin Oulé             |           |            |
| 1919    | 1920     | Simon Sabathié            |           |            |
| 1920    | 1933     | Edouard Barthère          |           |            |
| 1933    | 1945     | Célestin Roquemaurel (de) |           |            |
| 1945    | 1989     | Siméon Dethomas           |           |            |
| 1989    | 2008     | Jean Pujol                | DVG       |            |
| 2008    | 2014     | André Loupsans            |           |            |
| 2014    | 2020     | Jean Le Clec'h            | DVG       | Retraité   |
| 2020    | En cours | Frédéric Paquin           | PS        | Commerçant |

## Population et société

### Démographie
L'évolution du nombre d'habitants est connue à travers les recensements de la population effectués dans la commune depuis 1793. Pour les communes de moins de 10 000 habitants, une enquête de recensement portant sur toute la population est réalisée tous les cinq ans, les populations de référence des années intermédiaires étant quant à elles estimées par interpolation ou extrapolation. Pour la commune, le premier recensement exhaustif entrant dans le cadre du nouveau dispositif a été réalisé en 2004.

En 2022, la commune comptait 212 habitants, en évolution de +19,1 % par rapport à 2016 (Gers : +1,04 %, France hors Mayotte : +2,11 %).
| 1793 | 1800 | 1806 | 1821 | 1831 | 1841 | 1846 | 1851 | 1856 |
| ---- | ---- | ---- | ---- | ---- | ---- | ---- | ---- | ---- |
| 167  | 227  | 268  | 240  | 238  | 297  | 304  | 254  | 256  |

| 1861 | 1866 | 1872 | 1876 | 1881 | 1886 | 1891 | 1896 | 1901 |
| ---- | ---- | ---- | ---- | ---- | ---- | ---- | ---- | ---- |
| 233  | 291  | 247  | 226  | 236  | 212  | 217  | 214  | 202  |

| 1906 | 1911 | 1921 | 1926 | 1931 | 1936 | 1946 | 1954 | 1962 |
| ---- | ---- | ---- | ---- | ---- | ---- | ---- | ---- | ---- |
| 222  | 208  | 175  | 173  | 164  | 169  | 178  | 151  | 113  |

| 1968 | 1975 | 1982 | 1990 | 1999 | 2004 | 2006 | 2009 | 2014 |
| ---- | ---- | ---- | ---- | ---- | ---- | ---- | ---- | ---- |
| 101  | 91   | 76   | 79   | 104  | 136  | 157  | 191  | 185  |

| 2019 | 2022 | - | - | - | - | - | - | - |
| ---- | ---- | - | - | - | - | - | - | - |
| 206  | 212  | - | - | - | - | - | - | - |

| selon la population municipale des années : | 1968 | 1975 | 1982 | 1990 | 1999 | 2006 | 2009 | 2013 |
| Rang de la commune dans le département      | 311  | 304  | 416  | 422  | 357  | 243  | 217  | 219  |
| Nombre de communes du département           | 466  | 462  | 462  | 462  | 463  | 463  | 463  | 463  |

### Enseignement
Beaupuy fait partie de l'académie de Toulouse.

### Manifestations culturelles et festivités
Fête patronale : 1er dimanche d'octobre.

## Économie

### Revenus
En 2018  (données Insee publiées en septembre 2021), la commune compte 74 ménages fiscaux, regroupant 214 personnes. La médiane du revenu disponible par unité de consommation est de 25 800 € (20 820 € dans le département).

### Emploi
|                | 2008  | 2013  | 2018  |
| -------------- | ----- | ----- | ----- |
| Commune        | 3,2 % | 5,8 % | 4,3 % |
| Département    | 6,1 % | 7,5 % | 8,2 % |
| France entière | 8,3 % | 10 %  | 10 %  |

En 2018, la population âgée de 15 à 64 ans s'élève à 133 personnes, parmi lesquelles on compte 80,6 % d'actifs (76,3 % ayant un emploi et 4,3 % de chômeurs) et 19,4 % d'inactifs,. Depuis 2008, le taux de chômage communal (au sens du recensement) des 15-64 ans est inférieur à celui de la France et du département.
La commune fait partie de la couronne de l'aire d'attraction de Toulouse, du fait qu'au moins 15 % des actifs travaillent dans le pôle,. Elle compte 23 emplois en 2018, contre 22 en 2013 et 18 en 2008. Le nombre d'actifs ayant un emploi résidant dans la commune est de 102, soit un indicateur de concentration d'emploi de 22,8 % et un taux d'activité parmi les 15 ans ou plus de 71,5 %.
Sur ces 102 actifs de 15 ans ou plus ayant un emploi, 12 travaillent dans la commune, soit 12 % des habitants. Pour se rendre au travail, 92,5 % des habitants utilisent un véhicule personnel ou de fonction à quatre roues, 0,9 % les transports en commun, 0,9 % s'y rendent en deux-roues, à vélo ou à pied et 5,6 % n'ont pas besoin de transport (travail au domicile).

### Activités hors agriculture
12 établissements sont implantés  à Beaupuy au 31 décembre 2019.
Le secteur du commerce de gros et de détail, des transports, de l'hébergement et de la restauration est prépondérant sur la commune puisqu'il représente 41,7 % du nombre total d'établissements de la commune (5 sur les 12 entreprises implantées  à Beaupuy), contre 27,7 % au niveau départemental.

### Agriculture
|               | 1988 | 2000 | 2010 | 2020 |
| ------------- | ---- | ---- | ---- | ---- |
| Exploitations | 12   | 8    | 5    | 3    |
| SAU (ha)      | 296  | 419  | 510  | 235  |

La commune est dans les « Coteaux du Gers », une petite région agricole occupant l'est du département du Gers. En 2020, l'orientation technico-économique de l'agriculture  sur la commune est la culture de céréales et/ou d'oléoprotéagineuses. Trois exploitations agricoles ayant leur siège dans la commune sont dénombrées lors du recensement agricole de 2020 (12 en 1988). La superficie agricole utilisée est de 235 ha,,.

## Culture locale et patrimoine

### Lieux et monuments
- Église Saint-Michel.

### Héraldique
| Blason | Blasonnement : D'azur au chevron d'or accompagné de trois coquilles du même. |